# Comuna Zavadka, Kaluș
Zavadka (în ucraineană Завадка) este o comună în raionul Kaluș, regiunea Ivano-Frankivsk, Ucraina, formată din satele Bolohiv, Stepanivka și Zavadka (reședința).

## Demografie
Componența lingvistică a comunei Zavadka
     Ucraineană (99,37%)
     Alte limbi (0,59%)
Conform recensământului din 2001, majoritatea populației comunei Zavadka era vorbitoare de ucraineană (99,37%), existând în minoritate și vorbitori de alte limbi.